# リヒャルト・フォン・ヘッセン

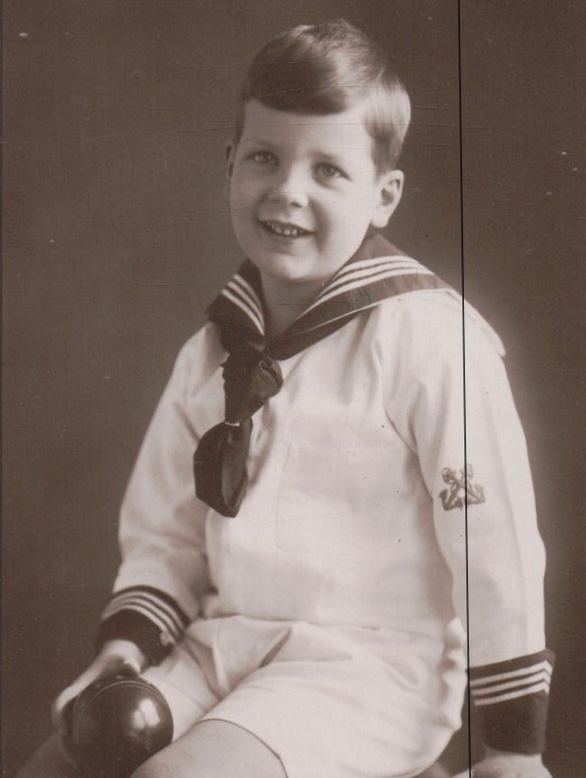
幼児期のリヒャルト・フォン・ヘッセン、1900年代

リヒャルト・ヴィルヘルム・レオポルト・フォン・ヘッセン（Richard Wilhelm Leopold Prinz von Hessen, 1901年5月14日 フランクフルト・アム・マイン - 1969年2月11日 フランクフルト・アム・マイン）は、ドイツの諸侯ヘッセン家の公子。ナチス時代は国家社会主義自動車軍団（NSKK）親衛隊大将であり、第二次世界大戦後は西ドイツ交通安全協会会長を務めた。

## 生涯
ドイツ皇帝ヴィルヘルム2世の末の妹であるプロイセン王女マルガレーテと、ヘッセン方伯フリードリヒ・カールの間の第5子・五男。すぐ下の弟クリストフとは双子である。家族からはリー（Ri）の愛称で呼ばれた。
第一次世界大戦後、フリードリヒスホーフ城に米国人説教師フランク・ブックマンを招き、他の親類とともに彼の説く道徳再武装の信奉者となった。1920年よりダルムシュタット工科大学で機械工学・土木工学を学ぶ。1929年同大学の機械工学者たちが創設したドイツ鉄道写真資料館の共同研究員となった。
1932年8月1日国民社会主義ドイツ労働者党（ナチ党、NSDAP）に入党（党員番号120万3662番）。所属した国家社会主義自動車軍団（NSKK）の推薦候補として比例代表候補者リスト358位に掲載され、1936年3月29日のドイツ国会選挙に出馬したが、落選した。なお、このときの住所はフランクフルト・アム・マインのリンデン大通り7番地（Lindenstraße 7）となっている。1938年4月10日のドイツ国会選挙で再び出馬したが、やはり落選した。1937年にNSKK親衛隊大将となり、1941年までヘッセン州におけるNSKK隊を率いた。
第二次世界大戦後はクローンベルク・イム・タウヌスで暮らし、ヘッセン州交通安全協会会長を務め、後には西ドイツ交通安全協会会長となった。生涯独身を通した。

## 引用・脚注
1. ↑  Prinz Richard von Hessen: Erinnerungen an Dr. Frank Buchman. Februar 1958 (unveröffentlicht) in: Garth Lean: Der vergessene Faktor – Vom Leben und Wirken Frank Buchmans. Moers 1991, S. 90 f.
2. ↑  Alfred Gottwaldt, Helmut Brinker: Das Deutsche Lokomotivbild-Archiv: Meisterfotografen der Reichsbahnzeit. Geramond, München 2008, ISBN 978-3-76547-083-7, S. 31
3. ↑  Bundesarchiv R 9361-IX KARTEI/15410733